# Dla ciebie śpiewam (film niemieckojęzyczny)
Dla ciebie śpiewam (fr. Mein Herz ruft nach dir) – niemiecki musical filmowy z 1934 roku. W rolach głównych wystąpili Jan Kiepura, Paul Kemp oraz Mártha Eggerth. Nagrano również osobno dwie inne wersje językowe (także w reżyserii Carmine Gallone) – angielską (My Heart Calls You) oraz francuską (Mon cœur t'appelle)

## Obsada
- Jan Kiepura jako Mario Delmonti
- Hilde von Stolz jako Vera Valetti
- Sigrid Eschborn jako Sopranistka
- Hilde Hildebrand jako Margot
- Theo Lingen jako Coq, sekretarz
- Paul Kemp jako Reżyser Rose
- Mártha Eggerth jako Carla Schmidt
- Trude Hesterberg jako Dyrektorka domu mody
- Gerhard Bienert
- Anton Imkamp jako Linsemann
- Franz Soot jako Tenor
- Kurt Mühlhardt jako Wolfram Peters
- Paul Hörbiger jako Reżyser Arvelle
- Hans Leibelt
- Willi Schur
- Louis Ralph
- Franz Sauer
- Karl Platen
- Paul Vincenti
- Georg Frigge
- Max Vierlinger
- Hans von Bachmayr
- Hedwig von Debitzka